# Megarexia
La megarexia, también conocida como fatorexia es un trastorno psicológico que afecta principalmente a las personas que padecen obesidad, donde el principal síntoma es percibir un cuerpo sano o delgado aunque no sea así. Jaime Burgos, un nutricionista español definió el término de megarexia por primera vez el término quien lo definió como "Trastorno alimenticio en el que el individuo padece de obesidad pero se niega a admitirlo"Aunque no es denominada una enfermedad, es una visión psicológica donde el que la padece  se niega a aceptar sus problemas de alimentación, lo que conlleva a tener un estilo de vida poco saludable, haciendo que los médicos especialistas, principalmente nutriólogos y psicólogos se les dificulte dar a entender a los pacientes su trastorno, haciendo que estos sigan subiendo de peso, empeorando su salud física y emocional.

## Causas
Aún no se sabe exactamente una causa específica sobre el porqué de la aparición de esta visión psicológica, sin embargo se cree que de por medio están razones genéticas, sociales o ambientales.
Una conducta significativa que se toma en cuenta para el desarrollo de la megarexia es que las personas que poseen obesidad para lograr escudar la realidad simplemente negándola por completo. 

### Efectos
La megarexia está significativamente ligada a los trastornos alimenticios donde la persona consume en grandes cantidades comida con alta densidad calórica, principalmente en "calorías vacías", azúcares, grasas dañinas para el cuerpo etc. haciendo que sea más fácil desarrollar enfermedades como diabetes o cáncer, enfermedades cardiovasculares o hipertensión arterial, lo que significa una reducción significativa en el promedio de vida de las personas con megarexia.

## Tratamiento
Para tratar la megarexia hay diferentes formas de hacerlo, dependiendo es estado de salud físico del individuo. Si el riesgo para la salud no es muy elevado, la persona tiene que ir a terapia psicológica para cambiar sus hábitos y mejorar la salud tanto física como emocionalmente, puesto que la megarexia también implica un deterioro de la salud mental. Por otro lado si el riesgo para la salud es extremadamente elevado, se necesita de un médico profesional que atienda los efectos de esta enfermedad, los profesionales optarán por hospitalizar al individuo para estabilizar su estado, ya después, entraran otra serie de médicos como psicólogos y nutricionistas para mejorar los hábitos de la persona y mejorar su salud.